# Trigone submental
Le trigone submental (ou région sousmentale ou région sushyoïdienne médiane) est une division du région cervicale antérieure.

## Localisation
Le trigone submental est limité à :
- Latéralement par le ventre antérieur du muscle digastrique ;
- En bas l'os hyoïde et le muscle mylo-hyoïdien ;
- En haut par la lame superficielle du fascia cervical ;
- Au milieu la limite est formée par formé par la ligne médiane du cou entre la mandibule et l'os hyoïde.

## Contenu
Le trigone submental contient plusieurs ganglions lymphatiques dont les nœuds lymphatiques submentaux, les veines sous-mentales et le début des veines jugulaires antérieures.

## Aspect clinique
Le trigone submental peut être envahi par la propagation d'infections des dents antérieures mandibulaires. Son infection peut également être une conséquence d'infections cutanées ou d'une fracture mandibulaire à proximité la symphyse de la mandibule. Une infection de cette zone se manifeste par un gonflement ferme sous le menton et une dysphagie. Le traitement repose sur une incision chirurgicale et un drainage, l'incision s'étendant transversalement dans un pli cutané derrière le menton.
L'angine de Ludwig est une cellulite progressive impliquant bilatéralement les espaces sous-mandibulaire, sublingual et submental. L'angine de Ludwig peut s'étendre dans les espaces pharyngé et cervical, et le gonflement peut comprimer les voies respiratoires et provoquer une dyspnée.

## Galerie

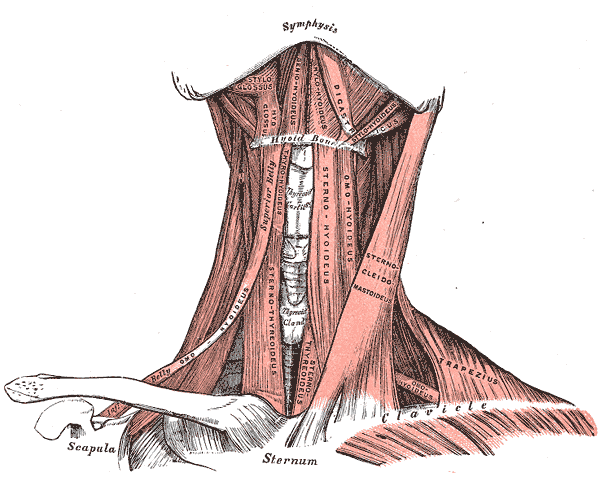
Les muscles du cou (vue antérieure)
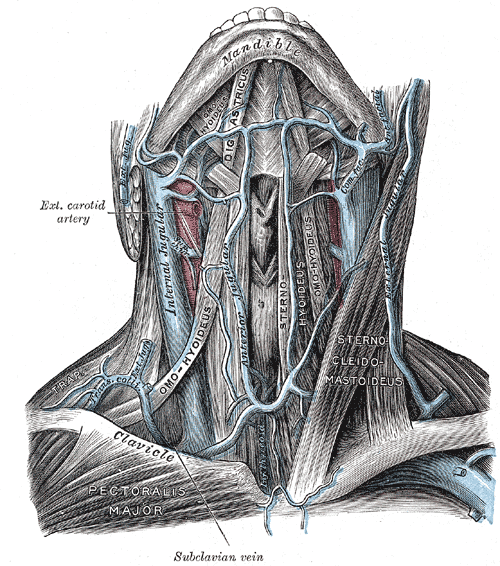
Les veines du cou (vue antérieure)
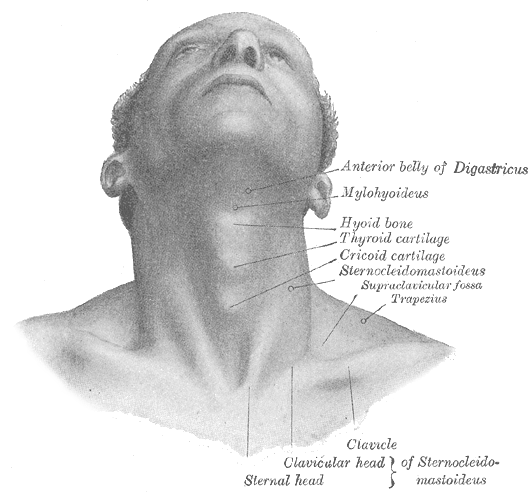
Vue faciale du cou.
Les différentes zones du cou